# Université de technologie K. N. Toosi
Université de technologie Khajeh Nasir Toosi ( KNTU ) ( persan : دانشگاه صنعتی خواجه نصيرالدين طوسی   ), également connue sous le nom d' université de technologie KN Toosi, est une Université publique de recherche située à Téhéran, en Iran. Il porte le nom du savant persan médiéval Khajeh Nasir Toosi. L'université est considérée comme l'une des institutions d'enseignement supérieur les plus prestigieuses d'IranL'admission à l'université est très compétitive, l'entrée aux programmes de premier cycle et des cycles supérieurs nécessite une notation parmi les 1% des meilleurs étudiants à l'examen d'entrée à l'université iranienne

## Histoire

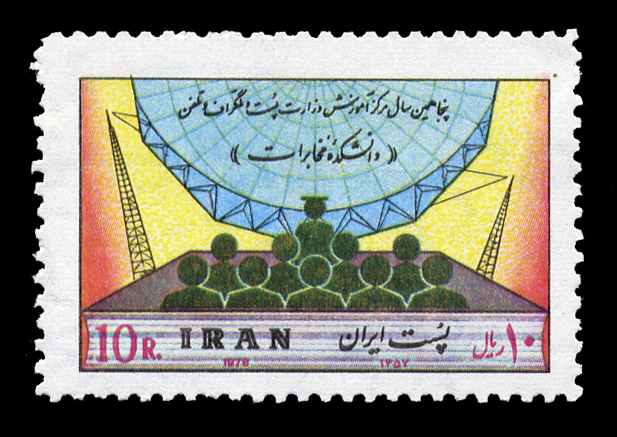
Timbre de commémoration du 50e anniversaire

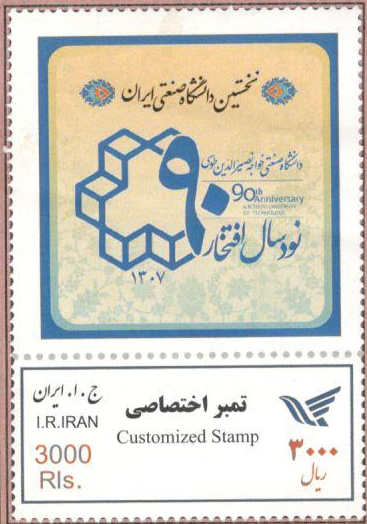
Le cachet du 90e anniversaire de l'Université de technologie KN Toosi

L'université a été fondée en 1928, sous le règne de Reza Shah Pahlavi, à Téhéran et a été nommée « Institut des communications » ( persan : دانشکده مخابرات   ). Il est donc considéré comme la plus ancienne institution universitaire encore en vie à travers le pays. (L'Iran avait des universités il y a 800 à 2000 ans dont seuls le nom, les ruines et l'histoire scientifique ont survécu. )
Cet institut a ensuite été élargi avec un département de génie électronique et électrique. Le 50e anniversaire de la création de cet institut universitaire a été célébré en 1978 et un timbre commémoratif a été publié par la poste d'Iran, avant la révolution islamique de 1979 (voir photo).
Le département de génie civil a été fondé en 1955 en tant qu'institut d'arpentage. Cet institut a ensuite été rejoint par les instituts de génie hydraulique et de génie des structures. Le département de génie mécanique a été fondé en 1973. Ces instituts d'enseignement supérieur ont été formellement intégrés en 1980 et nommés « Complexe universitaire technique et d'ingénierie ». En tant que pratique générale de rendre hommage aux personnalités scientifiques et scolastiques de la nation, l'université a été rebaptisée en 1984 "Khajeh Nassir-Al-Deen Toosi (K. N. Toosi) University of Technology". Il est affilié au ministère des Sciences, de la Recherche et de la Technologie d'Iran. 
À partir de 2012, l'université prévoit des projets de haute technologie, notamment la production d'un nouveau satellite appelé « Saar » (Starling) ainsi que des revêtements anti-radar pour les avions. Le conseil scientifique de l'université est également impliqué dans de nombreux projets industriels, notamment la construction de porte-satellites et d'un hélicoptère indigène à huit places.[réf. nécessaire]

## Anciens élèves célèbres
- Hamidreza Zareipour professeur à l'Université de Calgary[1] .
- Hadi Meidani professeur assistant à l'Université de l'Illinois à Urbana-Champaign[2] .
- Ashkan Ashrafi professeur à l'université de l'Université d'État de San Diego[3] .
- Danial Faghihi professeur assistant à l'Université de Buffalo[4] .
- Sadegh Azizi maître de conférences à l'Université de Leeds[5] .
- Hossein Sayadi professeur assistant à la California State University, Long Beach[6] .
- Ramtin Hadidi professeur assistant à l'Université de Clemson[7] .
- Farshid Vahedifard Conseil consultatif du CEE Professeur titulaire à l'Université d'État du Mississippi[8] .
- Ehsan Ghazanfari professeur agrégé à l'Université du Vermont[9] .
- Mohammad Amin Hariri-Ardebili Chercheur associé à l'Université du Colorado à Boulder[10] .
- Mahmood Yahyai professeur adjoint à la Morgan State University[11] .
- Mohammad Moghimi professeur assistant à l'Université du Nord de l'Illinois[12] .
- Farhad Jazaei professeur assistant à l'Université de Memphis[13] .
- Majid Beidaghi professeur assistant à l'université d'Auburn[14] .
- Mehdi Mortazavi professeur assistant à l'Université Western New England[15] .
- Mohammad Ardakani qui a été ministre des coopératives et gouverneur de la province de Qom.
- Mohammad Aliabadi, ancien vice-président et chef de l'Organisation d'éducation physique d'Iran, a également été président du Comité national olympique de la République islamique d'Iran de 2008 à 2014.
- Ali Motahari Représentant de Shabestar aux 8èmes élections de l'Assemblée Consultative Islamique.
- Ali-Akbar Mousavi Khoeini, il a été élu député au 6e Parlement d'Iran.
- Farzad Hassani acteur iranien populaire
- Aidin Bozorgi, alpiniste iranien, disparu à Broad Peak
- Mahmoud Gandhi

## Classements
Dans le dernier classement des universités annoncé par le Times Higher Education Supplement en septembre 2016, l'Université de technologie KN Toosi a été classée parmi les 5 meilleures universités d'Iran et parmi les 601 à 800 meilleures universités du monde,,.
Également classé 400-450e dans le classement mondial des universités QS dans le domaine du génie électrique et mécanique.
En 2020 Round University Ranking - Clarivate a annoncé que l'Université de technologie KN Toosi a atteint la 470e place au classement général mondial.

## Les facultés

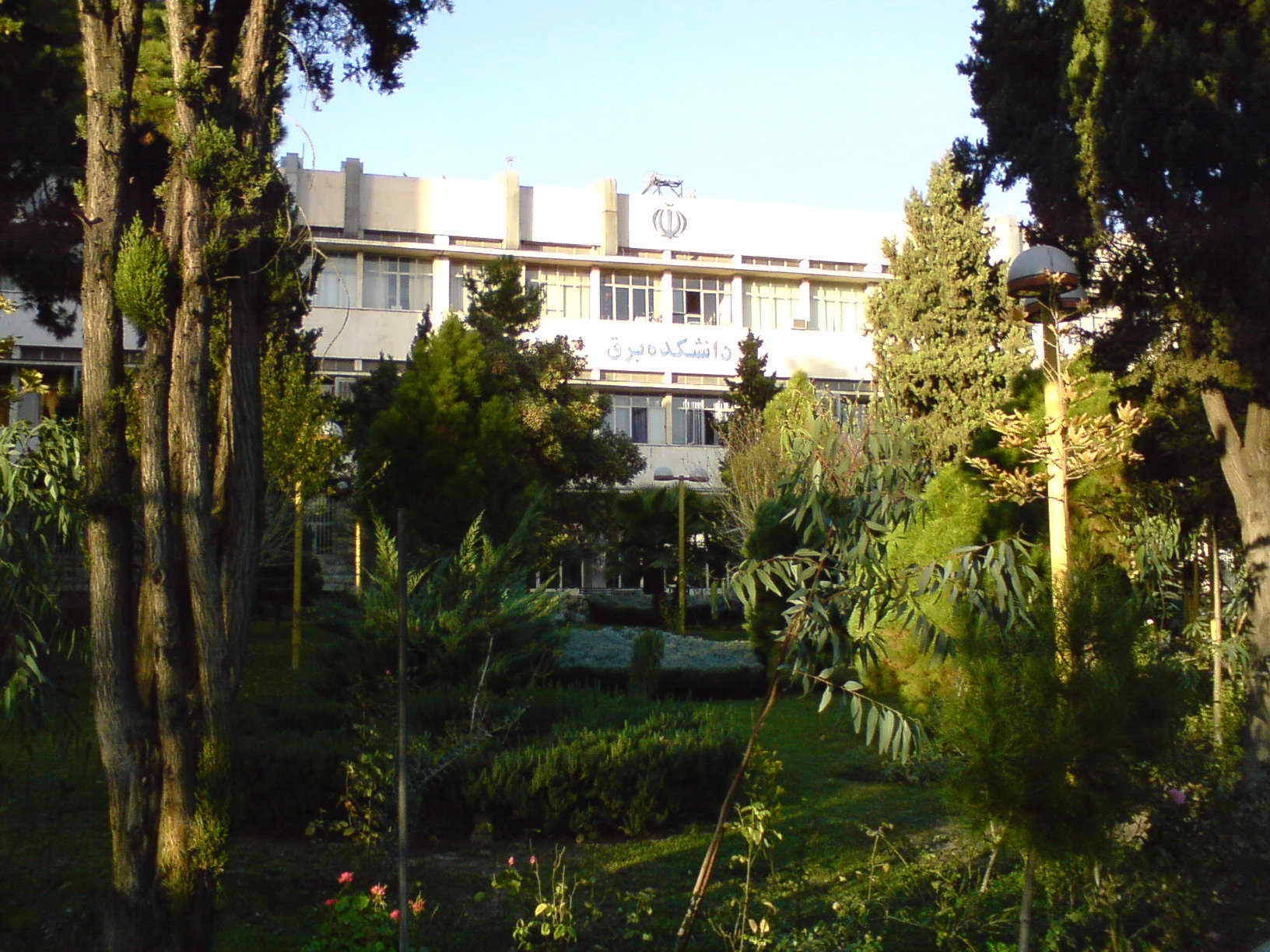
Faculté de génie électrique

- Faculté de génie électrique (1928) [21]
- Faculté de génie mécanique (1973) [22]
- Faculté de génie civil (1955) [23]
- Faculté de génie industriel (1998) [24]
- Faculté de géodésie et de génie géomatique (1955)
- Faculté de génie aérospatial (2006)
- Faculté de génie informatique
- Faculté des sciences et génie des matériaux
- Faculté de chimie
- Faculté de physique
- Faculté de Mathématiques
- Le Centre d'apprentissage en ligne (2004)

En raison des origines variées de l'Université de technologie KN Toosi, les facultés ne sont pas concentrées sur un seul campus. En conséquence, l'université dispose de cinq campus et d'un bâtiment central. Cependant, le plan de centralisation de l'université est en cours.
Chaque faculté possède son propre centre informatique, sa bibliothèque et son bureau des services éducatifs. Toutes les bibliothèques sont rattachées au réseau de bibliothèques Simorgh . Des logements sont disponibles pour les hommes, les femmes et les couples. Il y a des installations sportives sur tous les campus. L'université programme le développement d'une antenne au Venezuela et de centres de recherche à Téhéran.
Le bâtiment central de l'avenue Mirdamad, à Téhéran, est l'organe de gestion de l'université et de la présidence, toutes les vice-présidences, les services académiques centraux et le bureau du registraire se trouvent dans ce bâtiment. La gestion des services éducatifs s'effectue via le système de gestion de l'éducation du Golestan, tandis que la recherche est gérée via le système de gestion de la recherche Sepid.